# Clamanges
Clamanges  là một xã thuộc tỉnh Marne trong vùng Grand Est đông nam nước Pháp. Xã nằm ở khu vực có độ cao trung bình 123 mét trên mực nước biển.